# 신동엽의 Yes or No
신동엽의 Yes or No는 대한민국의 채널 tvN에서 2006년부터 2007년까지 방영했던 프로그램으로, 네덜란드의 《밀유넨야흐트》, 미국의 《딜 오어 노 딜》의 방식을 차용한 머니 심리게임 쇼 프로그램이다.

## 금액의 종류
| ₩10      | ₩1,000,000   |
| ₩100     | ₩2,000,000   |
| ₩500     | ₩3,000,000   |
| ₩1,000   | ₩4,000,000   |
| ₩2,500   | ₩5,000,000   |
| ₩5,000   | ₩7,500,000   |
| ₩7,500   | ₩10,000,000  |
| ₩10,000  | ₩20,000,000  |
| ₩20,000  | ₩30,000,000  |
| ₩30,000  | ₩40,000,000  |
| ₩40,000  | ₩50,000,000  |
| ₩50,000  | ₩75,000,000  |
| ₩100,000 | ₩100,000,000 |